# 958
Năm 958 là một năm trong lịch Julius.